# Опять тревога (песня)
Опять тревога (песня) — культовая песня афганцев. Одно из ранних произведений афганской военной лирики.  

## История написания
Песенное творчество военнослужащих 40-й Армии — Ограниченного контингента Советских войск в Афганистане оформилось в яркое явление в народной песенной культуре 1980-х годов. «Афганские песни» стали оригинальной моделью воинской культуры военного и послевоенного времени.
Военная песня в Афганистане не ограничивалась территориями, а мгновенно распространялась по всему Ограниченному контингенту — лётчиками, которые постоянно перелетали из провинции в провинцию, уезжающими в отпуск офицерами, увольняющимися в запас солдатами.

— Написанные на мелодии и стихотворения поэтов-фронтовиков, многие песни Великой Отечественной войны (1941—1945) в годы Афганской войны (1979—1989) были переработаны военнослужащими ОКСВА. Эти песни, ставшие уже популярными, часто исполнялись на концертах в гарнизонах ОКСВА известными советскими артистами во время их гастролей в Афганистане.
В начале 1980-х, так называемые песни-переделки, они же «песни-транзиты» были очень распространены в частях ОКСВА: «Забытую песню поёт миномёт»; «Я афганский озорной гуляка»; «Мы все спешим за бакшишами» и другие.

К примеру песня «Кукушка» в 1961 году изначально написанная автором Виктором Кочетковым, была переработана Юрием Кирсановым, став «гимном воинов-афганцев». Песня «Баксанская», где поётся о боях за Кавказ — на стихи и мелодию Юрия Визбора была адаптирована к песне об афганских событиях — «Вспомним товарищ мы Афганистан». Афганская песня «Через перевалы и долины» была переписана с «Песенки фронтовых шоферов» военных лет авторов стихов Б. Ласкина и Н. Лобковского на мелодию Б. Мокроусова — «Машина по дороге мчится» и многие другие.

— Стихи к песне «Опять тревога» Афганской войны (1979—1989) были написаны на мелодию оригинальной песни с названием «Песни пожарных» (авторы неизвестны) — коллективом солдат инженерно-сапёрной роты 345-го гвардейского парашютно десантного полка — 1.10.1981.
Говоря о «Песне пожарных», предположительно она была написана в годы Великой Отечественной войны, когда в городах Советского Союза формировались комсомольско-молодежные полки противопожарной обороны, либо позже, уже в 1960-е годы годы — когда костяк городской пожарной охраны состоял из бригад военизированной пожарной охраны. К примеру, в «Песне пожарных» — термин «Газовка» (машина ГДЗС) применялся московскими пожарными.

Наиболее полюбившимися песнями в среде афганцев стали: «Тревога»; «Бой гремел в окрестностях Кабула»; «Мы в такие шагали дали»; «Кабул далекий и безжизненная степь»; Юрия Кирсанова — «Кукушка», «Над горами кружат вертолёты», «Здесь, под небом чужим», «Здравствуй, дорогая, из Афганистана»; Игоря Астапкина — «Мы выходим на рассвете», «Шли сегодня танки без привала» и другие.

## См.также
- Афганские песни
- Кукушка (песня ветеранов-афганцев)
- Бой гремел в окрестностях Кабула (песня)
- Мы уходим! (песня)